# Cidade do Rio
Cidade do Rio foi um periódico publicado no Rio de Janeiro, entre  1887 e 1902.
Na sua primeira fase, o jornal circulou entre 1887 e 1893, quando foi interditado por ter publicado um manifesto de apoio a Custódio de Melo, comandante da esquadra sublevada durante a Revolta da Armada.
Fundado pelo abolicionista José do Patrocínio (1854-1905), o jornal já fazia aberta oposição a Floriano Peixoto, desde 1891.  Em consequência disso, os seus redatores foram perseguidos pela polícia. Patrocínio foi preso e, juntamente outros opositores, foi desterrado em Cucuí, no Alto rio Negro (Amazonas).
Em 5 de agosto de 1892, após ter seus pedidos de habeas corpus sistematicamente negados, os chamados "desterrados do Cucuí" foram anistiados. No ano seguinte, estouraria a Revolta da Armada, liderada por Custódio de Mello. Logo nos primeiros dias da revolta, a Cidade do Rio publica o "manifesto custodista" - encabeçado por Olavo Bilac, Pardal Mallet e Luís Murat. Nova perseguição seria feita à imprensa e aos jornalistas, sendo que vários  deles fugiriam da capital temendo nova prisão. A edição da Cidade do Rio foi apreendida, e suas atividades suspensas. 
Com o final do estado de sítio, o periódico voltaria a circular, por um curto período, de 1895 a 1902.
A Cidade do Rio foi o primeiro jornal brasileiro a publicar, regularmente, uma caricatura sobre o destaque do dia, na primeira página.